# Perdika (makedonski general)
Perdika (oko 365. – 321. pr. Kr.), bio je makedonski general Aleksandra III. Velikog.
Nakon Aleksandrove smrti 323. pr. Kr. postao je vrhovni vojni zapovjednik i glavni regent carstva, ali je ubijen od vlastitih vojnika.
Perdika se u Aleksandrovoj vojsci prvi put istaknuo 335. pr. Kr. pri osvajanju Tebe. Od 334. pr. Kr. zapovjednik je vojnog odreda od 1500 ljudi.Godine 324. pr. Kr. postao je Aleksandrov zamjenik.
Nakon Aleksandrove smrti 323. pr. Kr. Perdika postaje vrhovni vojni zapovjednik. Podržao je prijedlog makedonske aristokracije da se kraljem imenuje Filip III. Aridej, Aleksandrov maloumni polubrat. Kada je Roksana rodila sina, on je priznat za suvladara kao Aleksandar IV. Makedonski. Sva vlast je zapravo bila u rukama vojske. Perdika je bio za jedinstvo carstva u kojem bi on bio vrhovni regent.
Da bi smirio ostale generale, dodijelio im je pojedina područja carstva da vladaju kao satrapi, a regentstvo podijelio s Kraterom i Antipaterom. Ostali generali su Perdikine poteze, međutim, shvatili kao signal da ovaj ima namjeru s vremenom sam zavladati kao kralj. Antigon je odbio služiti u vojsci pod zapovjedništvom Perdike i pobjegao u Makedoniju da nagovori Antipatera kako Perdiku treba uništiti. Ubrzo se stvara koalicija protiv Perdike koju čine Antigon, Antipater, Krater i Ptolemej.
Godine 322. pr. Kr. osvojio je Kapadociju i postavio za satrapa Eumena, svog najpouzdanijeg čovjeka.
Perdika je u Aziji ostavio zapovjedništvo Eumenu protiv Kratera i Antigona. Zatim je s vojskom krenuo protiv Ptolemeja, satrapa Egipta. Kada dva puta nije uspio prijeći Nil (drugi put su vojni gubici bili oko 2.000 mrtvih), njegovi časnici su se urotili protiv njega i ubili ga.